# Bruno Aguiar
Bruno Henrique Fortunato Aguiar, mais conhecido como Bruno Aguiar (Amparo, 25 de março de 1986) é um futebolista brasileiro que atua como zagueiro. Atualmente, joga pelo Oeste.

## Carreira
Chegou em maio de 2008 ao Figueirense e participou da campanha da equipe no Brasileirão, quando o time catarinense foi rebaixado para a Série B. Rescindiu o contrato com o clube em janeiro do ano seguinte, após 22 jogos e 2 gols marcados.
Após se destacar na Série B do Brasileiro atuando pelo Guarani, despertando o interesse de vários clubes grandes do Brasil, acertou com o Santos para a temporada de 2010.
Bruno Aguiar fez seus primeiros dois gols na partida diante o Ceará, no Estádio Presidente Vargas, onde os reservas do Santos venceram por 3–2.
Em janeiro de 2012, acertou com o Sport por dois anos. Não sendo escalado nem para os jogos em 2013, Bruno Aguiar foi emprestado ao São Caetano até dezembro de 2013.
Em 2014, acertou com o Joinville até o final do ano. O clube catarinense ficou com 60% a 70% dos direitos econômicos do zagueiro. Nesse ano, levou o clube ao título da Série B.
Em 04 de outubro de 2015, se machucou no jogo Flamengo x Joinville pelo Campeonato Brasileiro e teve que sair de maca.
Em julho de 2016, assinou com o Al Muaither, do Qatar, por um ano.
No fim de junho de 2017, foi apresentado no Goiás. Em 26 de agosto, foi agredido por torcedores que invadiram o CT do Goiás e levou 11 pontos na boca.
No inicio de 2019, acertou sua transferência para o Brasil de Pelotas.
No fim de 2019, acertou com o Novorizontino para a temporada seguinte. Em março de 2022 deixou o clube, onde disputou 80 partidas, marcou 4 gols, foi o capitão do time em diversas oportunidades e conquistou o título do Troféu do Interior em 2021, além dos acessos às Séries C e B do Brasileiro.
Em abril de 2022, acertou a sua ida para o Brusque.
Acertou com o São Bento para a disputa do Paulistão 2023.

## Estatísticas
Até 2 de abril de 2015.
| Clube             | Temporada         | Campeonato nacional | Campeonato nacional | Copa nacional[a] | Copa nacional[a] | Competições continentais[b] | Competições continentais[b] | Campeonatos Estaduais[c] | Campeonatos Estaduais[c] | Total | Total |
| Clube             | Temporada         | Jogos               | Gols                | Jogos            | Gols             | Jogos                       | Gols                        | Jogos                    | Gols                     | Jogos | Gols  |
| ----------------- | ----------------- | ------------------- | ------------------- | ---------------- | ---------------- | --------------------------- | --------------------------- | ------------------------ | ------------------------ | ----- | ----- |
| Figueirense       | 2008              | 20                  | 1                   | -                | -                | -                           | -                           | -                        | -                        | 20    | 1     |
| Figueirense       | Total             | 20                  | 1                   | -                | -                | -                           | -                           | -                        | -                        | 20    | 1     |
| Mirassol          | 2009              | -                   | -                   | -                | -                | -                           | -                           | 13                       | 0                        | 13    | 0     |
| Mirassol          | Total             | -                   | -                   | -                | -                | -                           | -                           | 13                       | 0                        | 13    | 0     |
| Guarani           | 2010              | 36                  | 2                   | -                | -                | -                           | -                           | -                        | -                        | 36    | 2     |
| Guarani           | Total             | 36                  | 2                   | -                | -                | -                           | -                           | -                        | -                        | 36    | 2     |
| Santos            | 2010              | 10                  | 0                   | 3                | 0                | -                           | -                           | 6                        | 0                        | 19    | 0     |
| Santos            | 2011              | 17                  | 2                   | -                | -                | 5                           | 0                           | 6                        | 0                        | 28    | 2     |
| Santos            | Total             | 27                  | 2                   | 3                | 0                | 5                           | 0                           | 12                       | 0                        | 47    | 2     |
| Sport             | 2012              | 22                  | 1                   | 2                | 1                | -                           | -                           | 20                       | 3                        | 44    | 5     |
| Sport             | 2013              | 0                   | 0                   | 0                | 0                | -                           | -                           | 0                        | 0                        | 0     | 0     |
| Sport             | Total             | 22                  | 1                   | 2                | 1                | -                           | -                           | 20                       | 3                        | 44    | 5     |
| São Caetano       | 2013              | 5                   | 0                   | 2                | 0                | -                           | -                           | 11                       | 0                        | 18    | 0     |
| São Caetano       | Total             | 5                   | 0                   | 2                | 0                | -                           | -                           | 11                       | 0                        | 18    | 0     |
| Joinville         | 2014              | 34                  | 2                   | 1                | 0                | -                           | -                           | 8                        | 0                        | 43    | 2     |
| Joinville         | 2015              | 0                   | 0                   | 1                | 0                | -                           | -                           | 11                       | 1                        | 12    | 1     |
| Joinville         | Total             | 34                  | 2                   | 2                | 0                | -                           | -                           | 19                       | 1                        | 55    | 3     |
| Total na carreira | Total na carreira | 144                 | 8                   | 9                | 1                | 5                           | 0                           | 75                       | 4                        | 233   | 13    |

- a. ^ Jogos da Copa do Brasil
- b. ^ Jogos de Libertadores, Sul-Americana e Mundial Interclubes
- c. ^ Jogos do Campeonato Estadual, Copa do Nordeste e Copa Paulista

## Títulos
Figueirense
- Campeonato Catarinense: 2008

Santos
- Campeonato Paulista: 2010,[19] 2011
- Copa do Brasil: 2010[20]
- Copa Libertadores: 2011[21]

Joinville
- Campeonato Brasileiro - Série B: 2014

Novorizontino
- Campeonato Paulista do Interior: 2021

## Prêmios individuais
- Seleção do Campeonato Pernambucano de Futebol: 2012